# Bommenede
Bommenede est une ancienne île, commune et localité néerlandaise, située dans la province de la Zélande. C'était une des quatre îles historiques formant l'île actuelle de Schouwen-Duiveland.

## Histoire
La localité de Bommenede a été fondée au début du XIIe siècle par les moines de l'Abbaye des Dunes. La première attestation de l'île remonte à 1165, sous la forme insula Bomne, l'île de Bomne. Malgré sa localisation géographique, entourée d'îles zélandaise, l'île appartenait au Comté de Hollande, puisque le courant de Sonnemere, séparant Bommenede des autres îles, formait à ce moment la frontière entre la Hollande et la Zélande. Bommenede apparaît dans plusieurs documents historiques comme une ville ayant obtenu les droits et les privilèges des villes, mais on n'a trouvé aucune trace de la charte confirmant ces privilèges.
De fait de sa situation stratégique sur la pointe septentrionale de l'île de Schouwen, Bommenede fut fortifié en 1574 par les partisans de la République des Provinces-Unies. La ville fut dotée d'une fosse de défense et de (probablement) quatre bastions. Malgré ces travaux, la ville fut prise dès 1575 par l'Espagnol Cristóbal de Mondragón, après un siège de 20 jours.

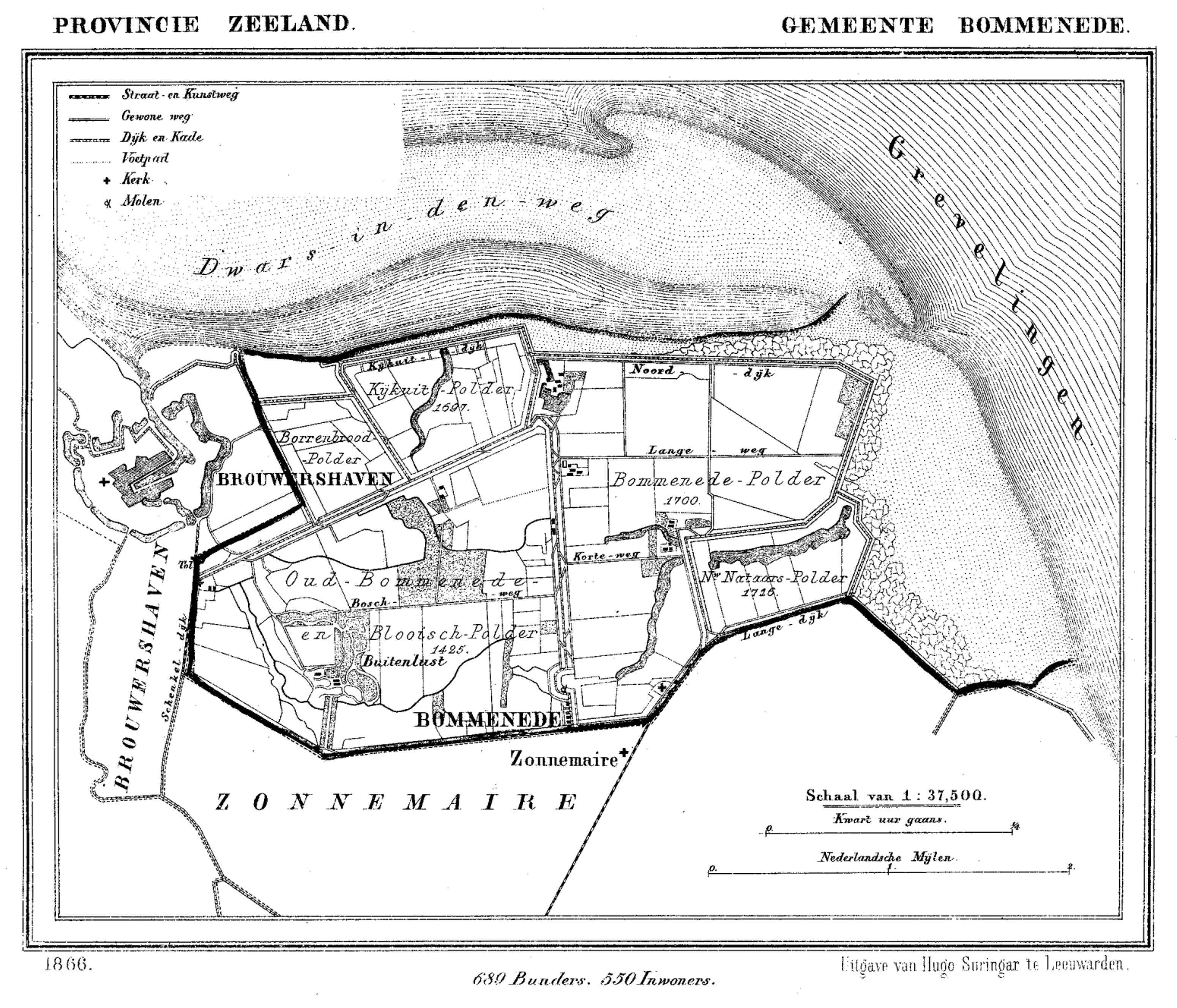
Carte de la commune de Bommenede en 1866, juste après son rattachement à Zonnemaire (au sud)

Au cours des siècles, Bommenede a beaucoup souffert des inondations, et après le raz-de-marée particulièrement dévastateur du 26 janvier 1682, les États de Hollande décidèrent de ne plus investir dans l'île. La ville fut abandonnée en 1684, et en 1687, Bommenede fut transféré au Comté de Zélande.
En 1701 une partie de l'ancienne île fut de nouveau endiguée, mais la partie où autrefois fut située la ville restait en dehors des digues. Sur la partie méridionale de ce nouveau polder, près de la digue de Zonnemaire, un nouveau hameau vit le jour, sous le nom de Nieuw-Bommenede (Bommenede-la-Neuve). Cette partie fut érigée en commune au début du XIXe siècle, statut dont le hameau put bénéficier jusqu'en 1865. En cette année, la commune de Bommenede fut rattachée à la commune de Zonnemaire.

## Source
- (nl) Cet article est partiellement ou en totalité issu de l’article de Wikipédia en néerlandais intitulé « Bommenede » (voir la liste des auteurs).